# Erasmo Coronel
Erasmo Coronell Carmona (Santo Tomás, Atlántico, Colombia - Ciénaga, Magdalena, Colombia, 6 de diciembre de 1928) fue un sindicalista colombiano.
Líder obrero asesinado en la huelga de las plantaciones de banano (masacre de las bananeras) en el municipio de Ciénaga, departamento del Magdalena, era oriundo del municipio de Santo Tomás de Villanueva, departamento del Atlántico. La avenida principal del municipio frente al cementerio lleva hoy su nombre.
- Datos: Q5835232